# Tony Crook
Anthony »Tony« Crook, britanski dirkač Formule 1 in podjetnik, * 16. februar 1920, Manchester, Anglija, Združeno kraljestvo, † 21. januar 2014.

## Življenjepis
Med drugo svetovno vojno je bil vojaški pilot britanskega letalstva.
V svoji karieri je nastopil le na dveh domačih dirkah dirkah, Veliki nagradi Velike Britanije v sezoni 1952, kjer je zasedel enaindvajseto mesto z več kot desetimi krogi zaostanka, in Veliki nagradi Velike Britanije v sezoni 1953, kjer je odstopil v prvem krogu.
Po koncu dirkaške kariere je bil solastnik in edini lastnik Bristol Cars. Do leta 2007 je bil tudi poslovodja tovarne.

## Rezultati Formule 1
(legenda) (odebeljene dirke pomenijo najboljši štartni položaj, poševne pa najhitrejši krog, †-uvrščen kljub odstopu)
| Leto | Moštvo  | Šasija          | Motor   | 1   | 2   | 3   | 4   | 5     | 6      | 7   | 8   | 9   | Prv | Toč |
| ---- | ------- | --------------- | ------- | --- | --- | --- | --- | ----- | ------ | --- | --- | --- | --- | --- |
| 1952 | Private | Frazer Nash 421 | Bristol | ŠVI | 500 | BEL | FRA | VB 21 | NEM    | NIZ | ITA |     | NC  | 0   |
| 1953 | Private | Cooper T20      | Bristol | ARG | 500 | NIZ | BEL | FRA   | VB Ret | NEM | ŠVI | ITA | NC  | 0   |